# Elektromagnetna interakcija
Eléktromagnétna interákcija je ena od štirih osnovnih sil v naravi. Deluje med nabitimi leptoni in kvarki. Elektromagnetno interakcijo posredujejo fotoni (simbol γ). Številne oblike elektromagnetnega sevanja so posledica te interakcije.
Rutherfordovo sipanje kaže, da ima elektromagnetno polje daljši doseg kot šibka ali močna jedrska sila, kar je posledica dejstva, da fotoni nimajo mase in potujejo s hitrostjo svetlobe. Ker fotoni nimajo mase, ni potrebno veliko energije za njihov nastanek, kar pomeni, da je interakcija nabitih delcev  z elektromagnetno interakcijo dosti verjetnejša od interakcije prek drugih polj.
Elektromagnetna interakcija je privlačna ali odbojna interakcija dolgega dosega med nabitimi delci ali antidelci. V primeru privlačne interakcije delca ostaneta skupaj zaradi kontinuirane izmenjave fotonov.
V 1960. letih 20. stoletja so Sheldon Glashow, Abdus Salam in Steven Weinberg neodvisno združili elektromagnetno interakcijo s šibko jedrsko silo v tako imenovano elektrošibko interakcijo, za kar so leta 1979 prejeli Nobelovo nagrado za fiziko. Kasneje, med letoma 1970 in 1973, so združili elektrošibko interakcijo s kvantno kromodinamiko, ki opisuje močno jedrsko silo, v enotni standardni model, ki je danes ena osnovnih teorij fizike osnovnih delcev.